# Danko Jones
Danko Jones és un trio de hard rock canadenc de Toronto. La banda està formada per Danko Jones (veu/guitarra), John "JC" Calabrese (baix) i Rich Knox (bateria). La música de la banda inclou elements de rock dur i punk i són coneguts pels seus espectacles en viu enèrgics.

## Història
Format el 1996 per Danko Jones, Scaltro (John Calabrese) i Gran Sfigato (Michael Caricari). Danko Jones va tocar constantment durant dos anys després de la formació al nord-est dels Estats Units i el Canadà i voltants, sent teloners per a The New Bomb Turks, Nashville Pussy, Blonde Redhead, The Make-Up, The Dirtbombs, The Chrome Cranks i The Demolition Doll Rods. Originalment, no tenien la intenció de publicar un àlbum, preferint que la reputació en directe de la banda es difongués amb el boca-orella.
Finalment, el trio va cedir i va publicar un EP homònim de sis cançons a Sonic Unyon Records el 1998. El 1999 la banda va actuar per Toronto, incloent-hi Lee's Palace i Horseshoe Tavern. Aquell any van publicar l'EP autoproduït My Love Is Bold i van publicar el senzill "Bounce". A més, ser nominats al premi Juno l'any 2000 al millor àlbum alternatiu.
A principis de 2000 Danko Jones va estrenar per Beck als Maple Leaf Gardens. El 2001, Bad Taste Records va publicar una recopilació dels primers enregistraments, demos i cares B de la banda titulada I'm Alive and On Fire. Va seguir una gira europea de cinc setmanes per promocionar el llançament, incloent-hi espectacles al festival de Roskilde a Dinamarca i al festival Hultsfred a Suècia. A finals d'any havien tornat dues vegades més, una vegada com a suport principal dels Backyard Babies.

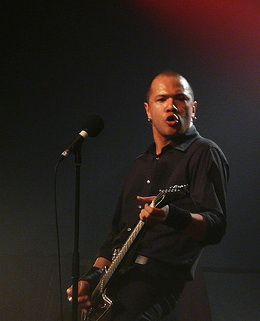
El vocalista i guitarrista Danko Jones el 2008

El 2002 van publicar el seu primer àlbum de llarga durada, Born a Lion, produït per Bill Bell, a Bad Taste Records a Europa i a Universal al Canadà. La banda va fer diverses gires europees i dues gires canadenques per promocionar el disc, incloent-hi una actuació repetida a Roskilde i un retorn a Hultsfred, així com parades al Pukkelpop a Bèlgica i al festival The Lowlands als Països Baixos. També van actuar amb els Rolling Stones en el seu espectacle d'inici de la gira mundial "40 Licks" al Palais Royale de Toronto, Ontario, Canadà, el 16 d'agost de 2002.
El 2003 es va estrenar We Sweat Blood, produït per Matt DeMatteo, i el grup va adoptar un enfocament més intens al seu so de rock dur. Van seguir més gires que van incloure Europa i el Japó. També van ser nominats a dos premis Junos⁣: Millor àlbum de rock (Born a Lion) i Millor vídeo ("Lovercall"). Mentre l'èxit estava passant a l'estranger, les relacions domèstiques amb Universal Canada s'havien agreujat i la banda va ser abandonada a la meitat de l'àlbum. Les explicacions del segell foren vagues, però la separació es va produir després de l'aparició de Jones el febrer de 2004 a CBC Sunday, on Jones va aparèixer com a favorable a les descàrregues en oposició a les opinions de la CRIA, Brian Robertson. Malgrat haver-los abandonat Universal Canada, el grup va continuar fent grans gires durant la resta de l'any fins ben entrat el 2004 amb Turbonegro, Sepultura i The Bronx . Durant la gira van rebre una altra nominació a Juno al millor àlbum de rock (We Sweat Blood) i van fer una gira per Austràlia, així com més dates europees com Rock Am Ring i Rock Im Park a Alemanya i Download, Leeds i Reading a Anglaterra.
| «                                                            | Illegal downloading is such and old issue and we still get asked about it a lot. It seems to be the only thing that people remember us by. I couldn’t honestly give a shit less if someone downloads an album for free. As long as they hear the music. That’s what’s important to me right now. We’ve been known as the band that lost their deal because we were too vocal about downloading. And I really don’t care about that whole deal anymore because the people who were at the label when they dropped us aren’t there. There’s only one guy still there and he’s such a cheesy douchebag that I wouldn’t want to be under his arm anyway. So, they’re all gone and we’re still here so we won and the fans won. | La descàrrega il·legal és un problema tan antic, i encara se'ns pregunta molt. Sembla que és l'únic que la gent ens recorda. Sincerament, no em podria importar una merda menys si algú baixa un àlbum gratuïtament. Sempre que escoltin la música. Això és el que és important per a mi ara mateix. Se'ns coneix com la banda que va perdre el seu acord perquè érem massa oberts sobre el tema de la descàrrega de música. I realment no m'importa tot aquest acord perquè la gent que estava al segell quan ens van deixar caure ara no hi és. Només hi ha un noi i és un idiota tan cursi que de totes maneres no voldria estar amb ell. Per tant, se n'han anat tots, i nosaltres encara som aquí, així que vam guanyar i els seguidors nostres van guanyar. | » |
| — Danko Jones, Melodic Rock Concerts » Danko Jones Interview | | |   |

### Mitjans dels anys 2000
Les sessions de gravació de principis de 2005 per al seguiment de We Sweat Blood es van intercalar amb una sèrie de gires enmig d'enregistraments que van portar la banda als Països Baixos, Alemanya i Sud-àfrica, promocionades pel seu segell discogràfic i companyia d'esdeveniments ASP Records, que va llançar una edició col·leccionista en conjunt doble amb Born A Lion i We Sweat Blood. A l'abril, el segell nord-americà Razor &amp; Tie va llançar We Sweat Blood i la banda també es va dirigir a Amèrica per donar suport. Treballant amb dos llançaments simultàniament a banda i banda de l'Atlàntic cosa va resultar en consumir molt de temps, i el llançament mundial del proper àlbum, Sleep Is The Enemy, produït per Matt DeMatteo, es va desplaçar fins al 2006.

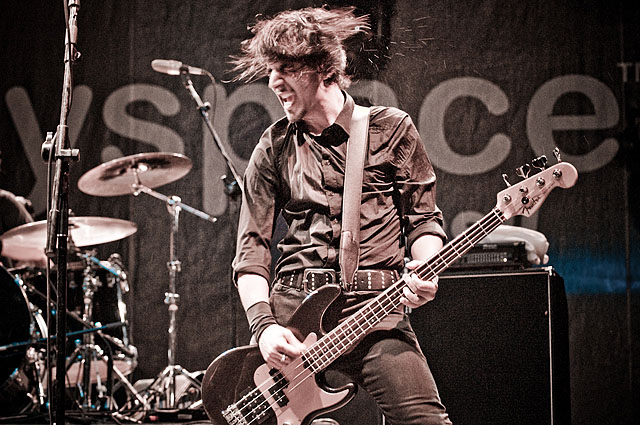
El baixista John Calabrese el 2008

El 2005, Danko Jones va signar amb Aquarius Records. Durant l'estiu i la tardor de 2005, la banda va fer una gran gira per Amèrica amb dos dels senzills We Sweat Blood que es reproduïen regularment a la ràdio rock a Amèrica ("Lovercall" i "Forget My Name"). Van seguir les gires pels Estats Units amb Flogging Molly, Our Lady Peace, The Supersuckers i The (International) Noise Conspiracy. Abans del llançament de Sleep Is The Enemy, el bateria Damon Richardson va deixar la banda, justificant-ho per cansament. Va ser substituït per Dan Cornelius.
Al gener i febrer de 2006, la banda es va proposar fer la seva primera gira canadenca en gairebé quatre anys, fent de teloners per Nickelback. Amb el llançament de Sleep Is the Enemy, es van fer més gires incloent Amèrica i una gira de clubs europeus amb el suport de Brant Bjork & The Bros.
El seu quart àlbum, Never Too Loud, va ser llançat el 27 de febrer de 2008 i produït per Nick Raskulinecz. L'àlbum va donar tres senzills, l'èxit internacional "Code Of The Road", seguit de "Take Me Home" i "King Of Magazines". Una gira per la ciutat per Europa l'abril de 2008 va ser seguida d'una gira canadenca al maig i una estada de tres mesos a Europa tocant unes 30 dates al circuit de festivals que incloïa Rock Am Ring, Rock Im Park i With Full Force a Alemanya; Bospop i Lowlands als Països Baixos; Festival de Sziget a Hongria; Rabarock a Estònia; Provinssi Rock a Finlàndia; i Eurockeennes i Hellfest a França, on Jones va cantar a l'escenari amb Death Angel per a la cançó "Bored". Van obrir per Motörhead a Anglaterra, Alemanya, França i Benelux a finals de 2008.
El 3 de febrer de 2009, la publicació B-Sides només es va llançar a Europa, i era una col·lecció de cares B publicades anteriorment per senzills europeus i temes inèdits que van abastar el 1996 al 2008. El 24 de febrer van començar una gira de set setmanes en suport del llançament que va abastar els Països Baixos, Dinamarca, Suècia, Noruega, Finlàndia, Alemanya, Àustria, Suïssa, Bèlgica, França i el Regne Unit amb el suport de The Backyard Babies, Winnebego Deal i The Black Spiders. El CD va oferir els senzills "Sugar High" i "My Problems (Are Your Problems Now)". A més, una recopilació de grans èxits titulada This Is Danko Jones es va publicar el 7 d'abril del mateix any només al Canadà.
A l'estiu, la banda va fer algunes aparicions a festivals, com ara el Sziget Festival a Hongria a l'escenari principal amb Faith No More i The Offspring, així com Huntenpop als Països Baixos, Winterthur i Gampel Open Air a Suïssa, Parken Festival a Noruega i Juràssic Rock a Finlàndia. Al gener i febrer de 2010 la banda va fer una gira pel Canadà amb Guns N' Roses i Sebastian Bach. El març del mateix any van fer una gira pels Estats Units amb Clutch.

### Anys 2010
El seu cinquè àlbum Below the Belt va ser publicat l'11 de maig de 2010 i produït per Matt DeMatteo. El primer senzill de l'àlbum, "Full of Regret", compta amb Elijah Wood, Lemmy Kilmister, Selma Blair i Mike Watt al videoclip que l'acompanyava, el primer de la trilogia de vídeos "The Ballad of Danko Jones". Va debutar al núm. 36 a Billboard Mainstream Rock Tracks al novembre. També aparegué a la banda sonora NHL 11 d'EA. El segon senzill, "Had Enough", tenia Ralph Macchio com a convidat al vídeo que l'acompanyava mentre que "I Think Bad Thoughts" incloïa Wood, Macchio, Jena Malone i Watt a l'última entrega de la trilogia de vídeos musicals.
El juny de 2011 el bateria Dan Cornelius va deixar la banda i va ser substituït per Atom Willard. El juny de 2012 es va estrenar un documental de 90 minuts sobre la banda, Bring on the Mountain. El DVD de dos discos també incloïa un curtmetratge basat en els tres últims vídeos de la banda, tots els seus vídeos musicals i diversos clips en directe. Un llibre d'història oral sobre la banda, Too Much Trouble: A Very Oral History of Danko Jones, havia de ser publicat per ECW Press l'octubre de 2012. Rock and Roll Is Black and Blue es va estrenar el 21 de setembre de 2012 a Europa i el 9 d'octubre a Amèrica del Nord. La banda va fer una gira la primavera de 2013 amb Volbeat i Spoken.
Fire Music, el primer àlbum de la banda que inclouria el bateria Rich Knox, va ser llançat el 10 de febrer de 2015 al Canadà. El juliol de 2015, la banda va anunciar una gira de nou dates pel Regne Unit i Irlanda prevista per al setembre, amb el suport de the Amorettes. Van seguir més gires, inclosa una gira per festivals d'estiu.
El vuitè àlbum de Danko Jones, Wild Cat, es va publicar el 3 de març de 2017. La banda també va fer una gira europea de 17 actuacions per acompanyar el llançament de l'àlbum. El 2017 hi hagué també quatre gires més: una gira canadenca de primavera, la gira habitual de festivals d'estiu, una gira canadenca a la tardor i una gira nòrdica d'hivern. Danko Jones va donar suport a Skindred a la seva gira d'abril al Regne Unit, juntament amb CKY. La banda va actuar a Luxemburg el maig d'aquell any. "We're Crazy", es va estrenar el 21 de setembre de 2018, tot i que no va ser estrenat en directe fins a l'abril. A Rock Supreme, el seu novè àlbum d'estudi, es va publicar el 26 d'abril de 2019. Va seguir una gira europea de festivals d'estiu amb Volbeat i Baroness. El març de 2021 la banda va llançar "I Want Out", el primer senzill i vídeo del seu desè àlbum, Power Trio, previst per a l'agost de 2021.

## Membres
Aquesta llista està formada per membres de la banda que han tocat en directe amb la banda durant un període substancial, i no inclou actuacions convidades ni substituts puntuals.
| Membres actuals - Danko Jones – veu principal, guitarres (1996–present) - John Calabrese (formerly Scaltro) – baix elèctric (1996–present) - Rich Knox – bateria (2013–present) | Former - Michael Caricari (conegut com Gran Sfigato) – bateria (1996–1999) - Gavin Brown – bateria (1999) - Niko Quintal – bateria (1999) - Damon Richardson – bateria (2000–2005) - Dan Cornelius – bateria (2006–2011) - Atom Willard – bateria (2011–2013) |

Línias temporal

## Discografia
- I'm Alive and on Fire (2001)
- Born a Lion (2002)
- We Sweat Blood (2003)
- Sleep Is the Enemy (2006)
- Never Too Loud (2008)
- B-Sides (2009)
- Below the Belt (2010)
- Rock and Roll Is Black and Blue (2012)
- Fire Music (2015)
- Wild Cat (2017)
- A Rock Supreme (2019)
- Power Trio (2021)
- Electric Sounds (2023)

## Honors
Premis Juno
- Nominació 2004, Millor àlbum de rock (We Sweat Blood)
- Nominació 2003, millor vídeo ("Lovercall")
- Nominació 2003, Millor àlbum de rock (Born a Lion)
- Nominació 2000, millor àlbum alternatiu (My Love Is Bold)